# Commelina shinsendaensis
Commelina shinsendaensis är en himmelsblomsväxtart som beskrevs av De Wild. Commelina shinsendaensis ingår i släktet himmelsblommor, och familjen himmelsblomsväxter. Inga underarter finns listade.